# Turning Point (2019)
Pour les articles homonymes, voir Turning Point.
Turning Point (2019) est un événement de catch américain présenté par la fédération de catch Impact Wrestling, il est le treizième évènement Turning Point, Il fait partie des événements mensuels spéciaux d''Impact diffusés sur Impact Plus, il prit place le 9 novembre 2019 au Holy Family Academy à Hazleton en Pennsylvanie.

## Contexte
Cet événement de catch professionnel présente différents matchs impliquant des catcheurs heel (méchant) et face (gentil), ils combattent sous un script écrit à l'avance.

## Tableau des matches
| #  | Match                                                                                                | Stipulation                                                | Durée |
| -- | --- | ---------------------------------------------------------- | ----- |
| 1  | Jordynne Grace et Tessa Blanchard battent Havok et Madison Rayne                                     | Tag Team match                                             | 06:23 |
| 2  | Clutch Adams (c) bat Charles Mason, Desean Pratt, Evander James, Facade (avec Dani Mo) et KC Navarro | 6-way Scramble match pour le PPW Heavyweight Championship  | 08:33 |
| 3  | Michael Elgin bat Mike Orlando (avec Mr. Martinez)                                                   | Simple match                                               | 11:17 |
| 4  | Moose bat Fallah Bahh                                                                                | Simple match                                               | 09:38 |
| 5  | Taya Valkyrie (avec John E. Bravo) bat Tenille Dashwood                                              | Simple match                                               | 12:36 |
| 6  | The North (Ethan Page et Josh Alexander) (c) battent Rich Swann et Willie Mack                       | Tag Team match pour les Impact World Tag Team Championship | 13:46 |
| 7  | Eddie Edwards bat Mahabali Shera                                                                     | Simple match                                               | 08:36 |
| 8  | Ace Austin (c) bat Jake Crist                                                                        | Simple match pour le Impact X Division Championship        | 10:38 |
| 9  | Rob Van Dam (avec Katie Forbes) bat Rhino par disqualification                                       | Simple match                                               | 07:33 |
| 10 | Sami Callihan (c) bat Brian Cage                                                                     | Simple match pour le Impact World Championship             | 14:31 |